# 洛克波特 (伊利諾伊州)
洛克波特（英語：Lockport）是一個位於美國伊利諾伊州威爾縣的城市。

## 地理
洛克波特的座標為41°35′25″N 88°01′45″W / 41.59028°N 88.02917°W，而該地的平均海拔高度為212米（即696英尺）。

## 人口
根據2010年美國人口普查的數據，洛克波特的面積為29.78平方千米，當中陸地面積為29.78平方千米，而水域面積為0.00平方千米。當地共有人口24839人，而人口密度為每平方千米834.08人。